# Henricus Marcellius
Henricus Marcellius SJ (* 8. August (?) 1593 in Someren, Herzogtum Brabant; † 25. April 1664 in Bamberg, Hochstift Bamberg), geboren als Henricus Marcellius Huechtens, war ein niederländisch-deutscher Jesuit, katholischer Theologe und Ireniker.
Sein Vater war Marcellus Huechtens, Offizier der spanischen Armee im Achtzigjährigen Krieg.
Marcellius besuchte das Jesuitengymnasium in Emmerich am Rhein und trat 1613 den Jesuiten bei. Nach dem Noviziat in Trier und Paderborn erfuhr er in Paderborn, Hildesheim, Münster, Fulda, Würzburg, Speyer und Mainz die übliche Ordensausbildung. 1619 wurde er Magister artium und unterrichtete Mathematik, Ethik und Philosophie. 1625 wurde er zum Priester geweiht. Seinem Ansinnen, Missionar in England oder Indien zu werden, wurde von seinen Oberen nicht entsprochen. Zwischen 1631 und 1638 war er aufgrund des Dreißigjährigen Krieges in Châlons-en-Champagne und Reims im Exil. Hier legte er 1635 die feierlichen Gelübde ab und gab das Armamentarium scientificum („Wissenschaftliches Arsenal“) heraus, eine Anleitung zu systematischer, begrifflich klarer Arbeitsweise, in der er neben philosophischen und theologischen naturwissenschaftliche und juristische Axiome und Zitate sammelte. Ab 1643 hielt er sich in Bamberg auf. Hier wandte er sich vor allem der Apologetik, Irenik und frühen ökumenischen Bemühungen zu und würdigte entsprechende Versuche von protestantischer Seite, wie die Georg Calixts. Mit der Verbindung biblischer und an den Kirchenvätern orientierter Argumentation mit scholastischen Schlussverfahren versuchte er, kirchliche Tradition und Hierarchie als biblische Postulate zu beweisen und das protestantische Prinzip sola scriptura zu widerlegen. In der protestantischen Theologie, die von der Lutherischen Orthodoxie dominiert war, stieß er überwiegend auf Ablehnung.
Er war Beichtvater des Fürstbischofs Melchior Otto Voit von Salzburg und beeinflusste die Friedenspolitik des Bamberger Hochstifts bei den Verhandlungen, die zum Westfälischen Frieden führen sollten. 1648 wurde er bei der Eröffnung der Academia Ottoniana zum Doktor der Theologie promoviert und lehrte hier Dogmatik, Biblische Exegese und Kirchenrecht. Mehrfach war er Dekan der Theologischen Fakultät. Nach dem Tod Melchior Ottos 1653 wurde er Beichtvater dessen Nachfolgers Philipp Valentin Voit von Rieneck.

## Werke
- Armamentarium scientificum. Michel Soly, Paris 1635 (Latein, bnf.fr).
- Protestatio Christiana. 2. Auflage. Pierini, Würzburg 1646 (Latein, google.com).
- Christliche Protestation und Glaubensbekantnus. Baals, Bamberg 1645 (google.com).
- Principia generalia concordiae christianae. Baals, Bamberg 1648 (Latein).
- De augustissimo corporis et sanguinis Dominici sacramento. Jacob van Meurs, Antwerpen 1656 (Latein, google.com).
- Theologia Scripturae Divinae. Vivien, Brüssel 1658 (Latein, google.com).